# Mistrzostwa Ukrainy w szachach 2007
Mistrzostwa Ukrainy w szachach 2007 - rozegrany w dniach 16-25 listopada 2007 turniej szachowy, którego miejscem rozgrywek był Charków. Udział w mistrzostwach wzięło 28 uczestników w tym 19 arcymistrzów, rozegrano 9 rund systemem szwajcarskim. Pod nieobecność Wasilija Iwanczuka i Rusłana Ponomariowa biorących udział w Pucharze Świata 2007 nieoczekiwanym zwycięzcą został dwudziestoletni Walerij Awieskułow. Była to 76. edycja rozgrywek.

## Wyniki końcowe czołówki
| Miejsce | Zawodnicy                | Ranking | Ilość punktów | Wynik rankingowy | Punktacja dodatkowa |
| ------- | ------------------------ | ------- | ------------- | ---------------- | ------------------- |
| 1       | Walerij Awieskułow       | 2545    | 6½            | 2686             | -                   |
| 2       | Jewgienij Miroszniczenko | 2651    | 6             | 2643             | 30,75               |
| 3       | Jurij Kuzubow            | 2582    | 6             | 2662             | 30,25               |
| 4       | Eldar Gasanow            | 2503    | 6             | 2665             | 26,75               |